# Pacific Nations Cup 2013
La Pacific Nations Cup del 2013 fue la 8.ª edición del torneo internacional de selecciones de rugby que organizó la International Rugby Board, hoy World Rugby.

## Equipos participantes
- Selección de rugby de Canadá (Canucks)
- Selección de rugby de los Estados Unidos (Las Águilas)
- Selección de rugby de Fiyi (Flying Fijians)
- Selección de rugby de Japón (The Cherry Blossoms)
- Selección de rugby de Tonga (ʻIkale Tahi)

## Posiciones[1]
| Pos. | Equipo         | Encuentros | Encuentros | Encuentros | Encuentros | Tantos  | Tantos    | Tantos     | Puntos Bonus | Puntos Totales |
| Pos. | Equipo         | jugados    | ganados    | empatados  | perdidos   | a favor | en contra | diferencia | Puntos Bonus | Puntos Totales |
| ---- | -------------- | ---------- | ---------- | ---------- | ---------- | ------- | --------- | ---------- | ------------ | -------------- |
| 1    | Fiyi           | 4          | 3          | 0          | 1          | 109     | 59        | + 50       | 4            | 16             |
| 2    | Canadá         | 4          | 3          | 0          | 1          | 85      | 70        | + 15       | 2            | 13             |
| 3    | Tonga          | 4          | 2          | 0          | 2          | 93      | 96        | - 3        | 2            | 10             |
| 4    | Japón          | 4          | 2          | 0          | 2          | 79      | 82        | - 3        | 1            | 9              |
| 5    | Estados Unidos | 4          | 0          | 0          | 4          | 48      | 107       | - 59       | 1            | 1              |

Nota: Se otorgan 4 puntos al equipo que gane un partido y 2 al que empate
Puntos Bonus: 1 punto por convertir 4 tries o más en un partido y 1 al equipo que pierda por no más de 7 tantos de diferencia

## Resultados
| 25 de mayo 14:10 | Japón | 17 - 27 | Tonga | Nippatsu Mitsuzawa Stadium, Yokohama, Japón             |                                                         |
|                  |       | Reporte |       | Asistencia: 5598 espectadores Árbitro(s): Angus Gardner | Asistencia: 5598 espectadores Árbitro(s): Angus Gardner |

| 25 de mayo 14:00 | Canadá | 16 - 9  | Estados Unidos | Ellerslie Rugby Park, Edmonton, Canadá                       |                                                              |
|                  |        | Reporte |                | Asistencia: 3526 espectadores Árbitro(s): Francisco Pastrana | Asistencia: 3526 espectadores Árbitro(s): Francisco Pastrana |

| 1 de junio 15:40 | Fiyi | 22 - 8  | Japón | Churchill Park, Lautoka, Fiyi                                |                                                              |
|                  |      | Reporte |       | Asistencia: 3500 espectadores Árbitro(s): Garratt Williamson | Asistencia: 3500 espectadores Árbitro(s): Garratt Williamson |

| 5 de junio 18:00 | Canadá | 20 - 18 | Fiyi | Twin Elms Rugby Park, Ottawa, Canadá                      |                                                           |
|                  |        | Reporte |      | Asistencia: 4548 espectadores Árbitro(s): John Paul Doyle | Asistencia: 4548 espectadores Árbitro(s): John Paul Doyle |

| 8 de junio 14:00 | Canadá | 36 - 27 | Tonga | Richardson Memorial Stadium, Kingston, Canadá             |                                                           |
|                  |        | Reporte |       | Asistencia: 3117 espectadores Árbitro(s): John Paul Doyle | Asistencia: 3117 espectadores Árbitro(s): John Paul Doyle |

| 14 de junio 19:30 | Estados Unidos | 9 - 18  | Tonga | Home Depot Center, Carson, Estados Unidos                    |                                                              |
|                   |                | Reporte |       | Asistencia: 6000 espectadores Árbitro(s): Francisco Pastrana | Asistencia: 6000 espectadores Árbitro(s): Francisco Pastrana |

| 19 de junio 17:10 | Fiyi | 35 - 10 | Estados Unidos | Mizuho Rugby Stadium, Nagoya, Japón                             |                                                                 |
|                   |      | Reporte |                | Asistencia: 3459 espectadores Árbitro(s): Gregory Murray Garner | Asistencia: 3459 espectadores Árbitro(s): Gregory Murray Garner |

| 19 de junio 19:10 | Japón | 16 - 13 | Canadá | Mizuho Rugby Stadium, Nagoya, Japón                   |                                                       |
|                   |       | Reporte |        | Asistencia: 4456 espectadores Árbitro(s): Kevin White | Asistencia: 4456 espectadores Árbitro(s): Kevin White |

| 23 de junio 12:10 | Tonga | 21 - 34 | Fiyi | Prince Chichibu Memorial Stadium, Tokio, Japón        |                                                       |
|                   |       | Reporte |      | Asistencia: 7195 espectadores Árbitro(s): Kevin White | Asistencia: 7195 espectadores Árbitro(s): Kevin White |

| 23 de junio 14:10 | Japón | 38 - 20 | Estados Unidos | Prince Chichibu Memorial Stadium, Tokio, Japón                  |                                                                 |
|                   |       | Reporte |                | Asistencia: 9467 espectadores Árbitro(s): Gregory Murray Garner | Asistencia: 9467 espectadores Árbitro(s): Gregory Murray Garner |

| Bandera de Fiyi |
| Campeón Fiyi    |
| Primer título   |